# برنت لانگ
برنت لانگ (به انگلیسی: Brent Lang) (زادهٔ ۲۵ ژانویهٔ ۱۹۶۸) شناگر اهل ایالات متحده آمریکا است.